# نشان‌داری
در زبان‌شناسی و علوم اجتماعی، مفهوم نشان‌داری (به انگلیسی: Markedness) یعنی این‌که یک واژه یا شکل زبانی، معمول و پیش‌فرض باشد یا نه. شکل پیش‌فرض را «بی‌نشان» می‌گویند و شکل غیرمعمول یا محدود را «نشان‌دار». مثلا در فارسی «شیر» بی‌نشان است چون می‌تواند هم نر باشد هم ماده، اما «شیر ماده» نشان‌دار است چون فقط به ماده اشاره می‌کند.
به سخن دیگر، نشان‌داری به حالتی گفته می‌شود که یک واژه، ساخت یا مفهوم به‌گونه‌ای غیرعادی یا متفاوت از حالت معمول و رایج باشد. در رابطهٔ «نشان‌دار – بی‌نشان»، یکی از دو طرف تقابل، حالت گسترده‌تر و مسلط را دارد که «بی‌نشان» نامیده می‌شود و به‌عنوان شکل پیش‌فرض و کم‌زحمت‌تر شناخته می‌شود. طرف دیگر که حالت فرعی یا غیرمعمول است، «نشان‌دار» به‌شمار می‌آید. به بیان دیگر، نشان‌داری یعنی سنجش یک واحد زبانی «عادی» در برابر شکل یا شکل‌های «غیرعادی» آن.
این مفهوم ساخته شده تا زبان‌شناسان و پژوهشگران بفهمند کدام شکل یک واژه حالت عادی و گسترده دارد و کدام حالت خاص‌تر یا محدودتر است، تا بتوانند مقایسه کنند که مردم در حرف زدن یا نوشتن، بیشتر از کدام استفاده می‌کنند و چرا.
با کمک مفهوم نشان‌داری می‌توان کاربرد کم یا زیاد برخی ساخت‌ها یا مقوله‌های زبانی و وجود برخی محدودیت‌ها در کاربرد آنها را توجیه کرد. اساساً مقوله‌های بی‌نشان، طبیعی‌تر در نزد اهل زبان و قاعده‌مندتر هستند، در حالی که مقوله‌های نشان‌دار، استثنایی‌تر هستند و نیاز به آموزش بیشتری دارند.
در زبان‌شناسی، این مفهوم می‌تواند در حوزه‌های گوناگون مانند واج‌شناسی، دستوری و معناشناسی دیده شود. برای نمونه، در تقابل معنایی «صادق» و «بی‌صداقت»، شکل بی‌نشان «صادق» است و شکل نشان‌دار «بی‌صداقت» که با پیشوند منفی‌ساز ساخته شده است. گاهی این نشان‌داری صرفاً معنایی است و گاهی با افزودن یک وند یا تغییر ساخت واژه آشکار می‌شود. واژهٔ «نشان‌داری» در اصل از نشانه‌گذاری نقش‌های دستوری با پسوند یا عنصر اضافی گرفته شده و بعدها به موقعیت‌هایی تعمیم داده شد که هیچ تفاوت صوریِ آشکاری در آن‌ها وجود ندارد.
در علوم اجتماعی، این مفهوم برای تمایز دو معنای یک واژه هم به‌کار می‌رود؛ یکی معنای رایج (بی‌نشان) و دیگری معنای خاص و محدود به یک فرهنگ یا بافت ویژه (نشان‌دار). در روان‌شناسی، نشان‌داری به‌صورت کمّی نیز بررسی می‌شود و گاهی به آن Δp (دلتا پی) می‌گویند؛ یعنی میزانی که یک متغیر می‌تواند پیش‌بینی‌کننده یا علت احتمالی متغیر دیگر باشد.
در واژگان، شکل نشان‌دار معمولاً شکل غیراصلی است و اغلب با افزودن وند ساخته می‌شود. واژه‌هایی با بار معنایی منفی، نسبت به شکل مثبت بی‌نشان، نشان‌دار محسوب می‌شوند: «شاد/ناشاد»، «صادق/بی‌صداقت»، «عادل/ناعادل»، «پاک/ناپاک». همین‌طور، شکل بدون وندِ جنسیت یا تعداد، بی‌نشان است و شکل دارای وند، نشان‌دار؛ مانند «شیر/شیر ماده»، «میزبان/میزبان‌زن»، «خودرو/خودروها»، «کودک/کودکان». واژهٔ «شیر» در حالت بی‌نشان می‌تواند هم به نر و هم به ماده اشاره داشته باشد، ولی «شیر ماده» فقط به جنس ماده اشاره می‌کند و بنابراین نشان‌دار است.

## تاریخچه
مفهوم نشان‌داری ابتدا در مکتب پراگ معرفی شد. تروبتسکوی در موضع خنثی‌شدگی که در آن مثلاً تقابل p و b در جایگاه پس از s خنثی می‌شود، مفهوم واج شامل را معرفی می‌کند. واج شامل با حرف بزرگ نمایانده می‌شود. واج شامل همه مختصه‌های یک واج کامل را دارد، بجز مختصه تمایزدهنده آن. در این مثال به‌خصوص، p در واقع صورت بی‌نشان نامیده می‌شود و آوای b که در این موضع قرار ندارد، نشاندار محسوب می‌شود.
رومن یاکوبسن با استفاده از مفهوم نشان‌داری توانست آن دسته از مقوله‌های زبانی را که کودکان در مراحل اولیه یادگیری می‌آموزند و در صورت وقوع زبان‌پریشی، دیرتر از دست می‌روند، مشخص کرد. او این مقوله‌ها را بی‌نشان و سایر مقوله‌های زبانی را که دیرتر آموخته می‌شوند و در زبان‌پریشی زودتر از دست می‌روند، نشان‌دار می‌داند.
نشانداری علاوه بر واج‌شناسی در زبان‌شناسی امروز به دو شکل دیگر کاربرد دارد. در زبانشناسی توصیفی مدرن، مفهوم نشانداری به معنای صورت معمول، طبیعی و بنیادین است و به‌طور مثال، می‌توان ساختار جمله در انگلیسی را به شکل SVO بی‌نشان تلقی کرد و ترتیب‌های دیگر نشاندار هستند.
نشانداری در زبانشناسی چامسکیایی جهانی است. الگوهای بی‌نشان عمدتاً توسط آن بخش از دستور چامسکی که آن را دستور هسته می‌نامد، مورد بررسی قرار می‌گیرد، اما مقولات نشاندار یعنی استثنائات و گرایش‌ها توسط دستور حاشیه بررسی می‌شود. مقولات بی‌نشان مستقل از زبان هستند و نشاندارها وابسته به زبان. مفهوم نشانداری در مکتب پراگ، مفهومی محدود به حوزه واج‌شناسی‌است، اما در دستور زایشی، همه عناصر را شامل می‌شود.

## نظریه بهینگی
پدیده نشان‌داری در نظریه بهینگی بسیار اهمیت دارد. این نظریه اساساً بر پایه تعامل میان دو نوع محدودیت (محدودیت نشان‌داری و محدودیت وفاداری) تدوین شده است.

## ویژگی‌های عناصر بی‌نشان
- در زبان‌های جهان بسامد بیشتری دارند
- در یک زبان خاص، بسامد بیشتری دارند
- در پی‌جین‌ها و کریول‌ها بیشتر به چشم می‌خورند
- در مراحل یادگیری زبان توسط کودک، زودتر آموخته می‌شوند
- در صورت وقوع زبان‌پریشی، دیرتر از دست می‌روند
- در برابر تغییرات زبانی، مقاوم‌ترند
- عناصر بی‌نشان عموماً نتیجه تغییرات زبانی هستند
- در وام‌واژه‌ها و نوواژه‌ها دیده می‌شوند
- در خطاهای گفتاری، کمتر تحت تأثیر قرار می‌گیرند
- تولید آنها از نظر فیزیولوژیک آسان‌تر است
- در بافت‌های محدود قرار نمی‌گیرند
- پردازش زبانی برای درک آنها کمتر است